# ستيف إليوت (لاعب كرة قدم)
ستيف إليوت (بالإنجليزية: Steve Elliott)‏ (15 سبتمبر 1958 في المملكة المتحدة - ) هو لاعب كرة قدم بريطاني في مركز الهجوم. لعب مع بريستون نورث إيند وبولتون واندررز ونادي بوري ونادي روتشديل ونادي لوتون تاون ونادي والسول ونوتينغهام فورست ونادي جيزيلي ‏.

## وصلات خارجية
- ستيف إليوت على موقع قاعدة بيانات كرة القدم.إي يو (الإنجليزية)